# Johann Horkel
Johann Horkel (8 de septiembre de 1769, Burg auf Fehmarn-15 de noviembre de 1846, Berlín) fue un médico, fisiólogo vegetal y botánico alemán.
Johann Horkel era el tío y maestro de Matthias Jakob Schleiden. Estudió y se graduó en 1787 de médico en la Universidad Martín Luther de Halle-Wittenberg. Su supervisor doctoral fue Johann Christian Reil, y después de sus estudios fue director de la Schola clinica estatal en Halle. Desde 1799 en adelante fue conferencista, luego profesor asociado en 1802 y, finalmente, desde 1804 profesor de medicina en la Universidad de Halle. En 1810 consiguió la cátedra de Fisiología vegetal de la Universidad de Berlín, ciudad donde falleció en 1846.
El principal hallazgo de Johann Horkel fue la observación de la formación del embrión después de la fertilización a través del tubo polínico, lo que influyó en el debate sobre la fertilización de la planta de manera significativa.

## Honores

### Epónimos
- (Rosaceae), género Horkelia Cham. & Schltdl.[1]

## Obra
Fue desde 1801 hasta 1802, director de la revista "Archivos de la Química de los animales"; y en 1815 junto a Johann Friedrich Meckel fue editor en cooperación alemana de "Archivos de Fisiología Vegetal alemanes".
- La abreviatura «Horkel» se emplea para indicar a Johann Horkel como autoridad en la descripción y clasificación científica de los vegetales.[2]